# Bellottia
Bellottia es un género de peces marinos actinopeterigios, distribuidos por el océano Atlántico, mar Mediterráneo y océano Pacífico.

## Especies
Existen cinco especies reconocidas en este género:
- Bellottia apoda Giglioli, 1883
- Bellottia armiger (Smith y Radcliffe, 1913)
- Bellottia cryptica Nielsen, Ross y Cohen, 2009
- Bellottia galatheae Nielsen y Møller, 2008
- Bellottia robusta Nielsen, Ross y Cohen, 2009